# 44027 Termain
44027 Termain este un asteroid din centura principală de asteroizi.

## Descriere
44027 Termain este un asteroid din centura principală de asteroizi. A fost descoperit pe 2 ianuarie 1998 la Goodricke-Pigott de Roy A. Tucker. El prezintă o orbită caracterizată de o semiaxă mare de 2,63 ua, o excentricitate de 0,25 și o înclinație de 12,2° în raport cu ecliptica.